# Albert Jaboneau
Albert Jaboneau (geboren rond 1855), ook soms Jabonneau, was een Belgische kunstschilder, actief in de periode einde 19de eeuw - begin 20ste eeuw.

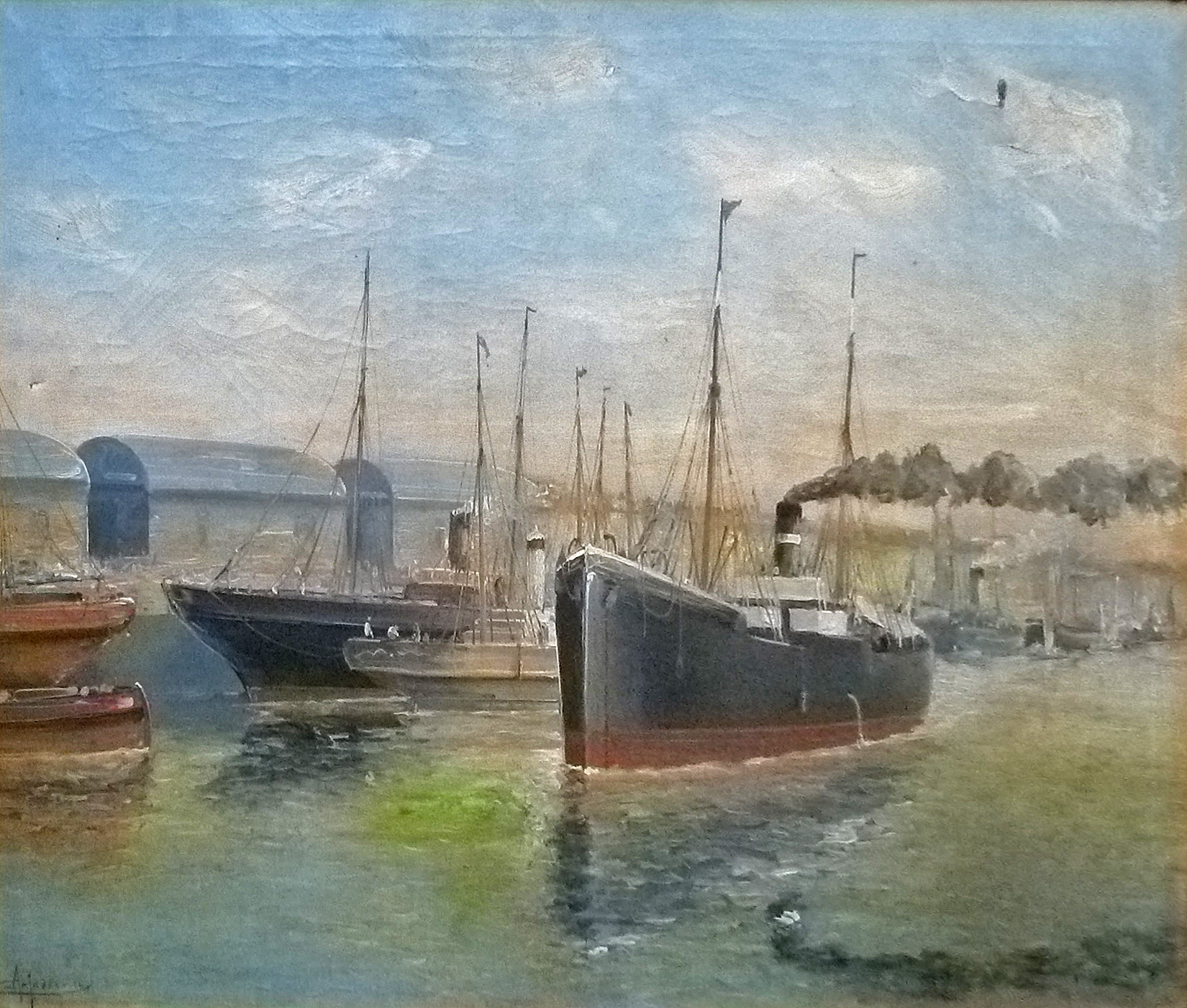
Haven van Duinkerke

## Levensloop
Er zijn slechts weinig biografische gegevens over hem bekend. Hij werd opgeleid door zijn vader, de kunstschilder Eugène Gabriel Jaboneau. Hij schilderde aanvankelijk als 'amateur éclairé', naast zijn beroep van wijnhandelaar.
In 1877 woonden vader en zoon op een appartement in de woning van de heer Bochart in de Schildknaapstraat in Brussel. In de nacht van 14 op 15 februari 1877 brak tegen vier uur in de morgen een hevige brand uit in het huis, die het leven kostte aan de echtgenote Bochart. Vader en zoon Jaboneau konden het huis ontvluchten. Ze vonden tijdelijk onderdak in het Hôtel du Grand Monarque en gaven getuigenis over de razende snelheid van deze brand, waarin hun hele hebben en houden verdween.

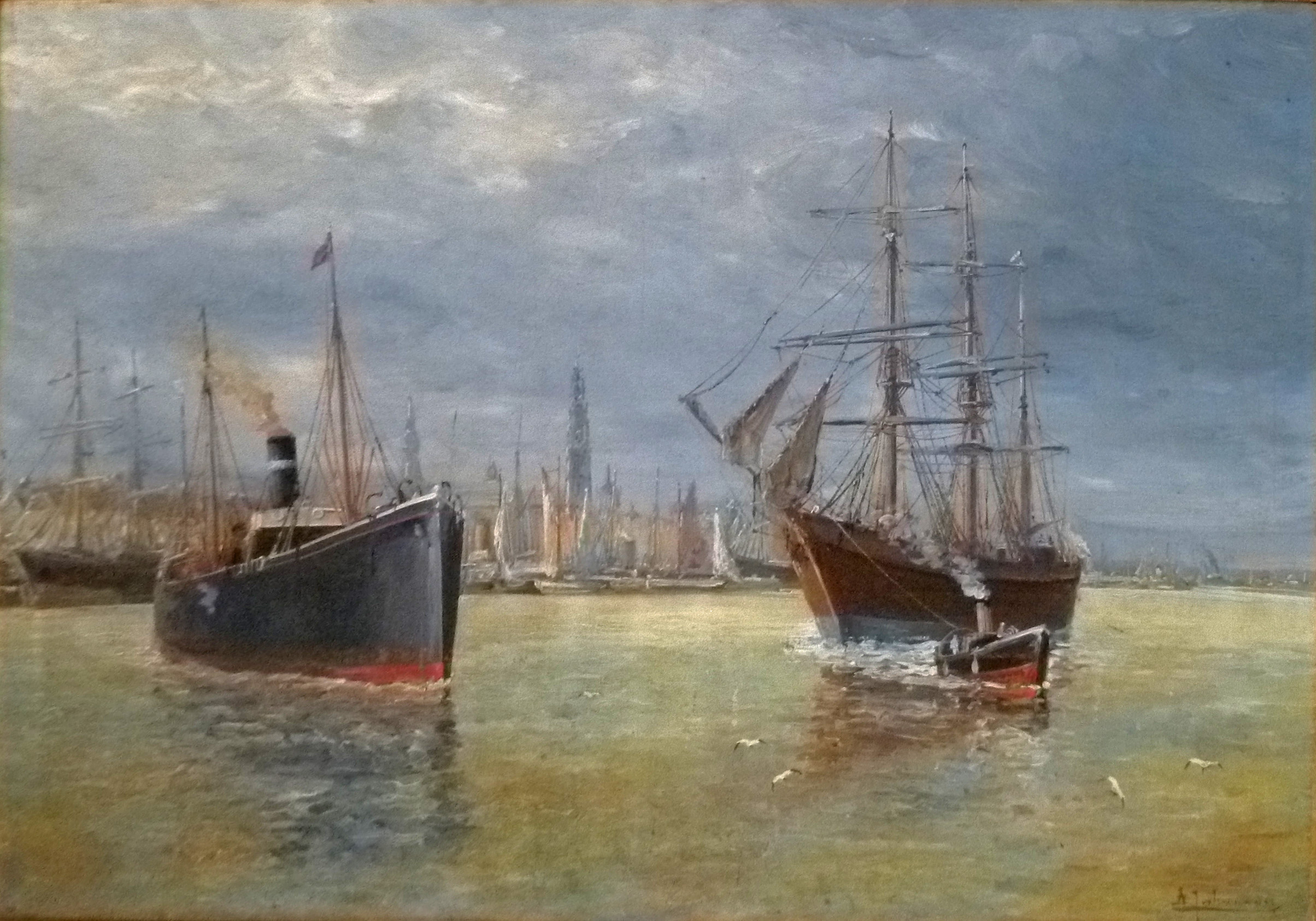
Haven van Antwerpen

Jaboneau specialiseerde zich in hoofdzaak in marines en havenzichten. Hij schilderde niet alleen in Franse en Belgische havens, maar ook onder meer in Venetië, in Istanboel en aan het Suezkanaal. Er zijn ook enkele stillevens van hem bekend. Hij was lange tijd actief in Frankrijk, waardoor hij meestal beschouwd wordt als behorend tot de Franse School.
Zijn meeste werken bevinden zich in privécollecties. In de recente jaren zijn er nochtans heel wat op veilingen aangeboden.

## Voetnoten
1. ↑   Enquête over de brand, met getuigenissen door vader en zoon Jaboneau.